# Echmepteryx falco
Echmepteryx falco är en insektsart som först beskrevs av André Badonnel 1949.  Echmepteryx falco ingår i släktet Echmepteryx och familjen fjällstövlöss. Inga underarter finns listade i Catalogue of Life.